# Bolbaffer nikolajevi
Bolbaffer nikolajevi är en skalbaggsart som beskrevs av Gussmann och Clarke H. Scholtz 2001. Bolbaffer nikolajevi ingår i släktet Bolbaffer och familjen Bolboceratidae. Inga underarter finns listade.